# NGC 5601
NGC 5601 este o galaxie spirală situată în constelația Boarul. A fost descoperită în 27 martie 1867 de către .